# Marek Grechuta & Anawa
Marek Grechuta & Anawa – pierwszy album Marka Grechuty i Anawy. Został nagrany w studio Polskich Nagrań w Warszawie w lutym 1970 roku (z wyjątkiem utworu 4 i 9, które to zostały nagrane w marcu 1969), a wydany przez Polskie Nagrania "Muza" (Muza SXL0601) w 1970 roku.

## Wersja oryginalna z 1970 roku
1. Wesele  (muz. Marek Grechuta, sł. Stanisław Wyspiański)
2. Twoja postać  (muz. Marek Grechuta, sł. Tadeusz Miciński, Józef Czechowicz)
3. W dzikie wino zaplątani (muz. Jan Kanty Pawluśkiewicz, sł. Marek Grechuta)
4. Niepewność (muz. Jan Kanty Pawluśkiewicz, sł. Adam Mickiewicz)
5. Piosenka (muz. Jan Kanty Pawluśkiewicz, sł. Julian Przyboś)
6. Zadymka (muz. Jan Kanty Pawluśkiewicz, sł. Julian Tuwim)
7. Będziesz moją Panią (muz. Marek Grechuta, sł. Marek Grechuta)
8. Nie dokazuj (muz. Jan Kanty Pawluśkiewicz, sł. Marek Grechuta)
9. Serce (muz. Jan Kanty Pawluśkiewicz, sł. Lucyna Wiśniowska, Andrzej Nowicki)
10. Korowód (muz. Jan Kanty Pawluśkiewicz, sł. Leszek Aleksander Moczulski)

W nagraniach wzięli udział:
(4 i 9)
- Marek Grechuta – śpiew
- Jan Kanty Pawluśkiewicz – fortepian
- Tadeusz Kożuch – skrzypce
- Zbigniew Wodecki – skrzypce
- Anna Wójtowicz – wiolonczela
- Tadeusz Dziedzic – gitara

(1-3, 5-8, 10)
- Marek Grechuta – śpiew
- Jan Kanty Pawluśkiewicz – fortepian
- Tadeusz Kożuch – skrzypce, altówka
- Anna Wójtowicz – wiolonczela
- Jacek Ostaszewski – kontrabas
- Tadeusz Dziedzic – gitara

oraz grupa wokalna Alibabki i zaproszeni muzycy:
- Jan Jarczyk – akordeon, organy
- Henryk Lisowski – perkusja
- Zbigniew Paleta – skrzypce
- Marek Jackowski – gitara
- Janusz Stefański – perkusja
- Tadeusz Woźniak – gitara
- Adam Skorupka – kontrabas
- Janusz Kozłowski – kontrabas
- Antoni Krupa – gitara

Nagrano w studio Polskich Nagrań w Warszawie w lutym 1970 roku
(z wyjątkiem 4 i 9 - marzec 1969)

## Wersja rozszerzona z 2000 roku
W antologii Świecie nasz oryginalna płyta została wzbogacona o 12 dodatkowych utworów:
1. Tango Anawa (muz. Jan Kanty Pawluśkiewicz, sł. Marek Grechuta, Marek Czuryło)
2. Pomarańcze i mandarynki (muz. Jan Kanty Pawluśkiewicz, sł. Julian Tuwim)
3. Nie chodź dziewczyno do miasta (muz. Jan Kanty Pawluśkiewicz, sł. Andrzej Nowicki)
4. Marzenie (Będziesz moją panią) (muz. Marek Grechuta, sł. Marek Grechuta)
5. W dzikie wino zaplątani (muz. Jan Kanty Pawluśkiewicz, sł. Marek Grechuta)
6. Gdy zabrakło ci uśmiechu (muz. Marek Grechuta, sł. Marek Grechuta)
7. Zadymka (muz. Jan Kanty Pawluśkiewicz, sł. Julian Tuwim)
8. Pieśń jedenasta (muz. Jan Kanty Pawluśkiewicz, sł. Marek Grechuta)
9. Koń na biegunach (muz. Jan Kanty Pawluśkiewicz, sł. Tadeusz Kubiak)
10. Tango Anawa (muz. Jan Kanty Pawluśkiewicz, sł. Marek Grechuta, Marek Czuryło)
11. Nie dokazuj (muz. Jan Kanty Pawluśkiewicz, sł. Marek Grechuta)
12. Niepewność (muz. Jan Kanty Pawluśkiewicz, sł. Adam Mickiewicz)

(11-19)
Nagrania Polskie Radio Warszawa:
- Radiowe Studio Piosenki 1968 - 12,13,14,17

- Radiowe Studio Piosenki 1969 - 11,15,16
- Giełda Piosenki 1969 - 18
- Program III Polskiego Radia 1968 - 19

Skład zespołu:
- Marek Grechuta – śpiew
- Jan Kanty Pawluśkiewicz – fortepian
- Tadeusz Kożuch – skrzypce
- Anna Wójtowicz – wiolonczela
- Tadeusz Dziedzic – gitara

oraz zaproszeni muzycy:
- Zbigniew Wodecki – skrzypce
- Zbigniew Paleta - skrzypce
- Jacek Ostaszewski – kontrabas
- Jan Jarczyk – akordeon, organy
- Henryk Lisowski - perkusja
- Marek Jackowski - gitara
- Ewa Wanat - wokaliza w 18 utworze

(20)
Nagranie radiowe (Program III Polskiego Radia - 1969)
Skład zespołu:
- Marek Grechuta – śpiew
- Jan Kanty Pawluśkiewicz – fortepian
- Tadeusz Kożuch – skrzypce
- Zbigniew Wodecki – skrzypce
- Anna Wójtowicz – wiolonczela
- Jacek Ostaszewski – kontrabas
- Tadeusz Dziedzic – gitara

(21 i 22)
Nagrania koncertowe z VII KFPP Opole 1969:
- "Maraton kabaretowy" (Aula PWSP, 26 VI 1969) - 21

- 21. Koncert "Mikrofon i ekran" (Amfiteatr, 29 VI 1969) - 22

Skład zespołu:
- Marek Grechuta – śpiew
- Jan Kanty Pawluśkiewicz – fortepian
- Zbigniew Paleta - skrzypce
- Tadeusz Kożuch – altówka
- Anna Wójtowicz – wiolonczela
- Jacek Ostaszewski – kontrabas
- Tadeusz Dziedzic – gitara

## Ekipa
- Reżyser nagrania: Zofia Gajewska
- Operator dźwięku: Jacek Złotkowski
- Projekt okładki albumu: Mieczysław Karewicz
- Fotografia: Mieczysław Karewicz

## Wydania
- 1970 - Polskie Nagrania „Muza” (LP)
- 2000 - EMI Music Poland (CD)
- 2001 - EMI Music Poland (CD, box Świecie nasz)
- 2005 - EMI Music Poland (koperta, box Świecie nasz)
- 2008 - Polskie Nagrania Muza (LP)
- 2014 - xDisc (mp3)
- 2014 - Warner Music Poland (CD)
- 2015 - Warner Music Poland (mp3)
- 2023 - Warner Music Poland (hybrydowe SACD stereo)